# Internacional Humanista
La Internacional Humanista es una agrupación internacional a la que confluyen numerosas organizaciones adherentes al Documento del Movimiento Humanista y a los principios del Nuevo Humanismo, incluida la no violencia activa como método de acción. Estas organizaciones políticas, sociales y culturales son independientes entre sí, aunque en su mayoría pertenecientes al Movimiento Humanista como corriente de opinión. La Internacional Humanista fue fundada en enero de 1989 en Florencia, Italia y establece relaciones puntuales con todas las agrupaciones progresistas sobre la base de criterios de no discriminación, reciprocidad y convergencia de la diversidad, siempre que se reniege de la violencia como forma válida de acción.
Los cinco principios básicos de la Internacional Humanista son:
- El valor de la vida humana como valor central, por encima del dinero y el poder, etc.
- La igualdad de todos los seres humanos
- La libertad de creencias e ideas
- Desarrollo y creación de modelos económicos alternativos al actual neoliberal
- Metodología de la no violencia activa

## Objetivo
Las organizaciones adherentes de los diferentes continentes Oceanía, Asia, Sudamérica, Norteamérica y Europa forman este organismo de coordinación, información y difusión del Nuevo Humanismo; y de promoción de la solidaridad internacional entre las naciones, rechazando toda forma de colonialismo o imperialismo, respetando la soberanía y la libre determinación de los pueblos, defendiendo los Derechos Humanos, la convivencia pacífica y el diálogo como forma de resolución de conflictos, poniendo siempre al ser humano como valor central, sobre cualquier otra prioridad o creencia.

## Antecedentes directos
- 1.º de mayo de 1984, Madrid, España. Comisión Coordinadora de los Partidos Humanistas en formación en la Campaña Europea contra el Desempleo.
- Junio de 1985, Río de Janeiro, Brasil. Encuentro de los Partidos Humanistas formados y en formación.
- Enero de 1987, Bombai, India, reunión coordinadora de las campañas contra el apartheid.
- Enero de 1987, Belgrado, Yugoslavia. Invitación del Gobierno a los Partidos Humanistas de Argentina, Chile, Italia y España.
- Enero de 1988, Roma, Italia. Necesidad de implementar una organización internacional y creación de un comité coordinador para la realización del primer Congreso Internacional Humanista.

## Congresos
- I Congreso Fundacional (Florencia, Italia), 7 de enero de 1989.[2] Homenaje a Galileo Galilei[3]
- II Congreso (Moscú, Rusia) 4 al 6 de octubre de 1993. Solidaridad con Rusia.[4]
- Congreso Extraordinario (Santiago de Chile), 7 de enero de 1999. Homenaje a Silo.

## Regionales
En enero y julio de 1999, la Internacional Humanista puso en marcha los organismos regionales de América Latina y Europa, respectivamente. África y Asia están en proceso de formar sus propios órganos regionales.

## Actualidad
Una de las metas principales de la Internacional Humanista es la lucha contra el cambio climático, la erradicación de la pobreza, la mercantilización de las relaciones humanas y la eliminación de toda forma de violencia y discriminación. La Internacional Humanista apoya —junto a numerosas organizaciones humanistas, ecologistas, ambientalistas, feministas, pacifistas, cooperativistas, comunalistas, progresistas y defensoras de los Derechos Humanos— las iniciativas y convenios en defensa del medio ambiente, la eliminación del hambre, el desarme progresivo, el desmantelamiento inmediato de todas las armas nucleares, contra cualquier forma de discriminación de minorías o sectores sociales (como las mujeres, jóvenes y adultos mayores), la promoción de la democracia real y todo lo que contribuya a la calidad de vida de los pueblos (como la salud y la educación pública) en la construcción de un mundo solidario, inclusivo, pacífico y sustentable.

## Documentos oficiales
Documentos fundacionales (Primer Congreso, Florencia, 1989):
- Recomendaciones de la mesa coordinadora al Primer Congreso de la Internacional Humanista, Florencia, 1989.[7]
- Declaración de Principios.[8]
- Tesis.[9]
- Bases de Acción Política.[10]
- Declaración Universal de los Derechos Humanos:[11]

Documento adoptado en el 2° Congreso (Moscú, 1993):
- Documento Humanista.[12]